# Окубо, Ацуси
Ацуси Окубо (яп. 大久保 篤 О:кубо Ацуси, 10 сентября 1979, Япония) — мангака, наиболее известен как автор манги Soul Eater и «Бригада пылающего пламени», обе эти работы были адаптированы в качестве аниме-телесериалов. 
Также создал несколько иллюстраций и дизайнов персонажей для видеоигр TCG Lord of Vermilion, Bravely Default и Bravely Second: End Layer.

## Биография
Окубо был трудным учеником, и рисование всегда привлекало его больше, чем обучение. В возрасте 20 лет окончил школу манги, где познакомился с Рандо Аяминэ, художником манги Get Backers. В течение двух лет работал у него ассистентом. 
В 2001 году начал выпускать свою собственную первую мангу B. Ichi, она была опубликована в четырёх томах в Monthly Shonen Gangan. После завершения свой первой работы Окубо создал Soul Eater, что принесло ему всемирный успех. Soul Eater выходил в Monthly Shonen Gangan с 24 июня 2004 года по 12 августа 2013 года, всего было опубликовано 25 томов. После этого он ещё немного исследовал мир Soul Eater в спин-оффе основной истории Soul Eater Not!, манга закончилась на 5 томе. С 2015 по 2022 год Окубо работал над мангой «Бригада пылающего пламени», публиковавшейся в еженедельном журнале Weekly Shōnen Magazine. В 2020 году Окубо объявил, что она станет его последней работой.

## Работы
- B. Ichi (яп. B壱 Би: ити) (2001–2002)
- Soul Eater (яп. ソウルイーター Соуру и:та:) (2004–2013)
- Soul Eater Not! (яп. ソウルイーターノット! Соуру и:та: нотто!) (2011–2014)
- «Бригада пылающего пламени» (яп. 炎炎ノ消防隊 Энъэн но сё:бо:тай, также Fire Force) (2015–2022)